# 덕산고등학교 (경기)
덕산고등학교(德山高等學校)는 대한민국 경기도 부천시 오정구 오정동에 있는 공립 고등학교이다.

## 학교 연혁
- 2002년 2월 8일 : 덕산고등학교 학생 배정 505명 (남 290명, 여 214명)
- 2002년 3월 1일 : 초대 이이남 교장 취임
- 2002년 3월 6일 : 제1회 입학식(6학급 116명, 석천중학교에서)
- 2002년 8월 19일 : 현 교사(校舍)로 이전
- 2005년 2월 15일 : 제1회 졸업식(6학급 131명)
- 2022년 3월 1일 : 제6대 문병철 교장 취임
- 2023년 3월 2일 : 제22회 입학식(8학급 198명)
- 2023년 12월 22일 : 제20회 졸업식(8학급 188명)

## 참고 자료
- 덕산고등학교 - 한국교육학술정보원 학교알리미